# ダニエル・ミンデル
ダニエル・ミンデル（Daniel Mindel、1958年5月27日 - ）は、アフリカ系アメリカ人の撮影監督である。ダン・ミンデルとも表記される。トニー・スコットやJ・J・エイブラムスとのコラボレーションで知られている。

## 経歴
1958年5月27日、南アフリカ共和国のヨハネスブルグに生まれた。両親は医師である。オーストラリアとイギリスで教育を受けた。ジョン・ブアマン監督の『エメラルド・フォレスト』でフィリップ・ルースロの助手を務めた。その後、アメリカ合衆国に渡り、コマーシャルの撮影を手がけた。ハリウッドでは、リドリー・スコットやトニー・スコット、J・J・エイブラムスなどの監督作品で撮影を担当している。

## フィルモグラフィー

### 長編映画
- エネミー・オブ・アメリカ Enemy of the State （1998年）
- シャンハイ・ヌーン Shanghai Noon （2000年）
- スパイ・ゲーム Spy Game （2001年）
- ふたりにクギづけ Stuck on You （2003年）
- ドミノ Domino （2005年）
- スケルトン・キー The Skeleton Key （2005年）
- ミッション:インポッシブル3 Mission: Impossible III （2006年）
- スター・トレック Star Trek （2009年）
- ジョン・カーター John Carter （2012年）
- 野蛮なやつら/SAVAGES Savages （2012年）
- スター・トレック イントゥ・ダークネス Star Trek Into Darkness （2013年）
- アメイジング・スパイダーマン2 The Amazing Spider-Man 2 （2014年）
- スター・ウォーズ/フォースの覚醒 Star Wars: The Force Awakens （2015年）
- ズーランダー NO.2 Zoolander 2 （2016年）
- パシフィック・リム: アップライジング Pacific Rim: Uprising （2018年）
- クローバーフィールド・パラドックス The Cloverfield Paradox （2018年）
- スター・ウォーズ/スカイウォーカーの夜明け Star Wars: The Rise of Skywalker （2019年）